# Rova (companie)
Rova este o companie care este unul dintre principalii jucători de pe piața de profile metalice din Slovacia.
În iunie 2008, compania a fost cumpărată de compania suedeză Lindab.

## Rova în România
Compania este prezentă în România din anul 2004 și deține la Sibiu o unitate de producție a tablei cutate și a țiglelor metalice pentru acoperișuri.
Cifra de afaceri în 2006: 28 milioane euro